# Hermine Gerarda de Kempenaer
Hermine Gerarda de Kempenaer (Haarlem, 25 januari 1903 - Zoetermeer, 21 januari 1997) was de eerste presidente van de Oorlogsgravenstichting.

## Biografie
De Kempenaer was lid van de familie De Kempenaer en een dochter van jurist mr. Gerrit Jacob de Kempenaer (1869-1951) en Hermine Betsy Albertine Resink (1872-1931). Ze trouwde in 1924 met de arts dr. Anton van Anrooy (1896-1946). Ook haar zus, Jeanne de Kempenaer (1897-1945), trouwde met een Van Anrooy, namelijk de architect Henri Anton van Anrooy (1885-1964).
Haar man Van Anrooy was hoofd van de geneeskundige dienst bij Philips in Eindhoven. In de Tweede Wereldoorlog raakte hij betrokken bij de identificatie en vervolgens het begraven van oorlogsslachtoffers. Als blijvend in memoriam nam dokter van Anrooy het initiatief tot de oprichting van de Oorlogsgravenstichting om via haar Nederlandse oorlogsgraven te onderhouden. Toen Van Anrooy in 1946 verongelukte, werd De Kempenaer na de oprichting op 13 september 1946 de eerste presidente van de stichting, hetgeen zij precies 25 jaar zou blijven, tot de viering van het 25-jarig bestaan.
De Kempenaer was voor de oorlog al bestuurlijk actief, onder andere als vicepresidente bij de Nationale Vrouwenraad van Nederland en presidente van de Nederlandse Vereniging van Huisvrouwen. Ze was ook actief bij het Nederlandse Rode Kruis: zij was van 1932 tot 1945 bestuurslid van de afdeling Eindhoven van het Rode Kruis, en van 1936 tot 1940 was zij daar voorzitter van. Vanwege haar vele bestuurlijke activiteiten ontving zij zowel binnenlandse als buitenlandse onderscheidingen; zij was ridder in de Orde van de Nederlandse Leeuw en officier in de Orde van Oranje-Nassau (1955).